# I Put a Spell on You (album de Screamin' Jay Hawkins)
 (janvier 2020).
Si vous disposez d'ouvrages ou d'articles de référence ou si vous connaissez des sites web de qualité traitant du thème abordé ici, merci de compléter l'article en donnant les références utiles à sa vérifiabilité et en les liant à la section « Notes et références ».
Pour les articles homonymes, voir I Put a Spell on You (homonymie).
Albums de Screamin' Jay Hawkins
A Portrait of a Man and His Woman
(1972) Real Life
(1983)
I Put a Spell on You est le titre d'un album de Screamin' Jay Hawkins publié en 1977. Cinq des neuf chansons qui le composent ont déjà été publiées sur des disques précédents, trois sont des reprises de classiques du jazz, une seule est une création récente. Curieusement, des quatre nouveaux titres parus en 45 tours les années précédentes (Monkberry Moon Delight / Sweet Ginny en 1973, Voodoo / I Put a Spell on You en 1974) seul l'instrumental Sweet Ginny est repris ici, dans une version presque trois fois plus longue que l'original. Hawkins a composé I Put a Spell on You pour une ex-petite amie.

## Liste des titres
- I Put a Spell on You (Hawkins) (2:14)
Version sortie en 45 tours en 1969; déjà enregistrée en 1956[2], 1958 et 1972, il s'agit là d'une relecture « rock » de la valse/blues originelle.
- I've Got You Under My Skin (Cole Porter) (3:49)
- Time After Time (Jonathan Owens, Terry Butler,  Wilbert Scott) (2:24)
- Ebb Tide (Carl Sigman - Robert Maxwell) (3:39)
- Move Me (Hawkins) (3:02)
Chanson déjà parue dans la même version sur l'album de 1970 Because Is in Your Mind
- Africa Gone Funky (Hawkins) (3:15)
- Ashes (2:49)
Chanson déjà parue dans la même version sur l'album de 1972 A Portrait of a Man and His Woman, il s'agît d'une version réenregistrée d'un titre paru en 1962.
- I Need You (Hawkins) (2:06)
Chanson déjà parue dans la même version sur l'album de 1970 Because Is in Your Mind
- Sweet Ginny (Hawkins) (9:10)
Instrumental déjà paru en 45 tours en 1973 dans une version raccourcie